# Polibutilén-tereftalát
A polibutilén-tereftalát (PBT) hőre lágyuló poliészter műanyag. Félkristályos szerkezetű, főleg műszaki területen alkalmazzák. Tereftálsav és butándiol polikondenzációjával állítják elő.

## Legfontosabb jellemzői
- Nagy szilárdság
- Viszonylag magas folyamatos üzemi hőmérséklet (150 °C-ig)
- Jó tartós igénybevételi szilárdság
- Nagy merevség és keménység
- Jó súrlódási tulajdonságok és dörzsállóság
- Nagy hőstabilitás
- Jó ellenállás az időjárás viszontagságaival szemben
- Kiváló környezeti feszültségkorrózió-állóság

Kaphatóak speciális égés gátolt PBT típusok is, amik az UL-94 szabvány V-0 fokozatát is teljesítik. A hőtágulási tényezője és vízfelvevő képessége alacsony, ezért olyan helyen is alkalmazható, ahol nagyon fontos a méretstabilitás.